# 天空之夢 (台灣)
天空之夢摩天輪（英語：The Sky Dream）是一座位於台中市后里區麗寶樂園渡假區的摩天輪。該摩天輪高達126公尺，是台灣最高的摩天輪。

## 歷史
摩天輪最初建於日本福岡市，名為「Sky Dream Fukuoka」，於2001年開業。該摩天輪於2009年9月26日關閉，2010年拆除后被送至台湾。隨後，麗寶樂園於2014年開始重建，並於2017年5月13日重新開放營運。

## 設計
摩天輪直徑126米，海拔高度384米。共有60輛客艙車，每輛客艙車最多可容納8人。其運轉速度為每轉一圈需25分鐘。